# Snědovice (zámek)
Snědovice jsou zámek ve stejnojmenné vesnici severně od Štětí v okrese Litoměřice v Ústeckém kraji. Postaven byl v šestnáctém století na místě starší tvrze, ale dochovaná podoba pochází z barokní a pozdější klasicistní přestavby. Zámek je chráněn jako kulturní památka ČR. Od počátku padesátých let v zámku sídlí Ústav sociální péče Snědovice.

## Historie
Prvním panským sídlem ve Snědovicích byla gotická tvrz vybudovaná pravděpodobně ve druhé polovině čtrnáctého století Pavlem z Čakovic. Za Vlků z Kvítkova byla v šestnáctém století tvrz renesančně přestavěna. Poslední majitel z rodu Vlků, Jan Albrecht Vlk z Kvítkova, se zúčastnil stavovského povstání, za což byl roku 1623 potrestán převedením snědovického a čakovického panství na manství. Později odešel i se svým synem do ciziny, a majetek od něj získali švagři Jan Vilém a Volf Bernard z Gerštorfu, kteří v roce 1628 dosáhli propuštění statku z manství. Roku 1639 ho od nich převzala Polyxena Lobkovicová, ale později jej přenechala sestře bratrů Gerštorfových. Její tři děti se o majetek rozdělily rovnými díly, které se dále dělily. Panství v roce 1677 znovu sjednotil Jan Baltazar Clary ze Sperbersbachu, který o dva roky dříve získal v Čechách inkolát.
Jan Baltazar Clary nechal zchátralou tvrz přestavět na barokní zámek. Dědicem se stal jediný syn Jan Vratislav Desiderius Clary, který byl roku 1720 pro svou krutost zavražděn zámeckým služebnictvem. Vratislavova dcera Marie Eleonora se provdala za svobodného pána Jana Václava z Oprštorfu. Jejich potomkům Snědovice patřily až do roku 1784, kdy je koupil hrabě Jan Prokop Hartmann z Klarsteinu a od něj v roce 1802 Jakub Veith, který je připojil k liběchovskému panství, ale zároveň nechal zámek rozšířit o nárožní věže a část západního křídla. Dalším majitelem se roku 1850 stal Augustin Müller, který Snědovice koupil za 95 tisíc zlatých. Za něj byl zámek opět rozšířen a v jeho okolí vznikl park a nové hospodářské budovy. Ve třicátých letech dvacátého století zámek koupila baronka Gabriela Neubauerová, které patřil až do konfiskace roku 1945.

## Stavební podoba
Do zámeckého areálu se vjíždí z jihu empírovou trojosou bránou, po jejíchž stranách stojí hospodářské budovy z devatenáctého století. Samotný zámek má čtyři jednopatrová a dvoupatrová křídla, která obklopují nádvoří. Fasáda je členěná pilastry, jejichž přízemní část je bosovaná, a okny doplněnými v patře trojúhelnými a segmentovými frontony. Do dvora se vjíždí portálem s bosovaným ostěním a rozeklaným štítem. V rozích západního křídla stojí věžové nástavby postavené po roce 1850.